# Paavo Väyrynen

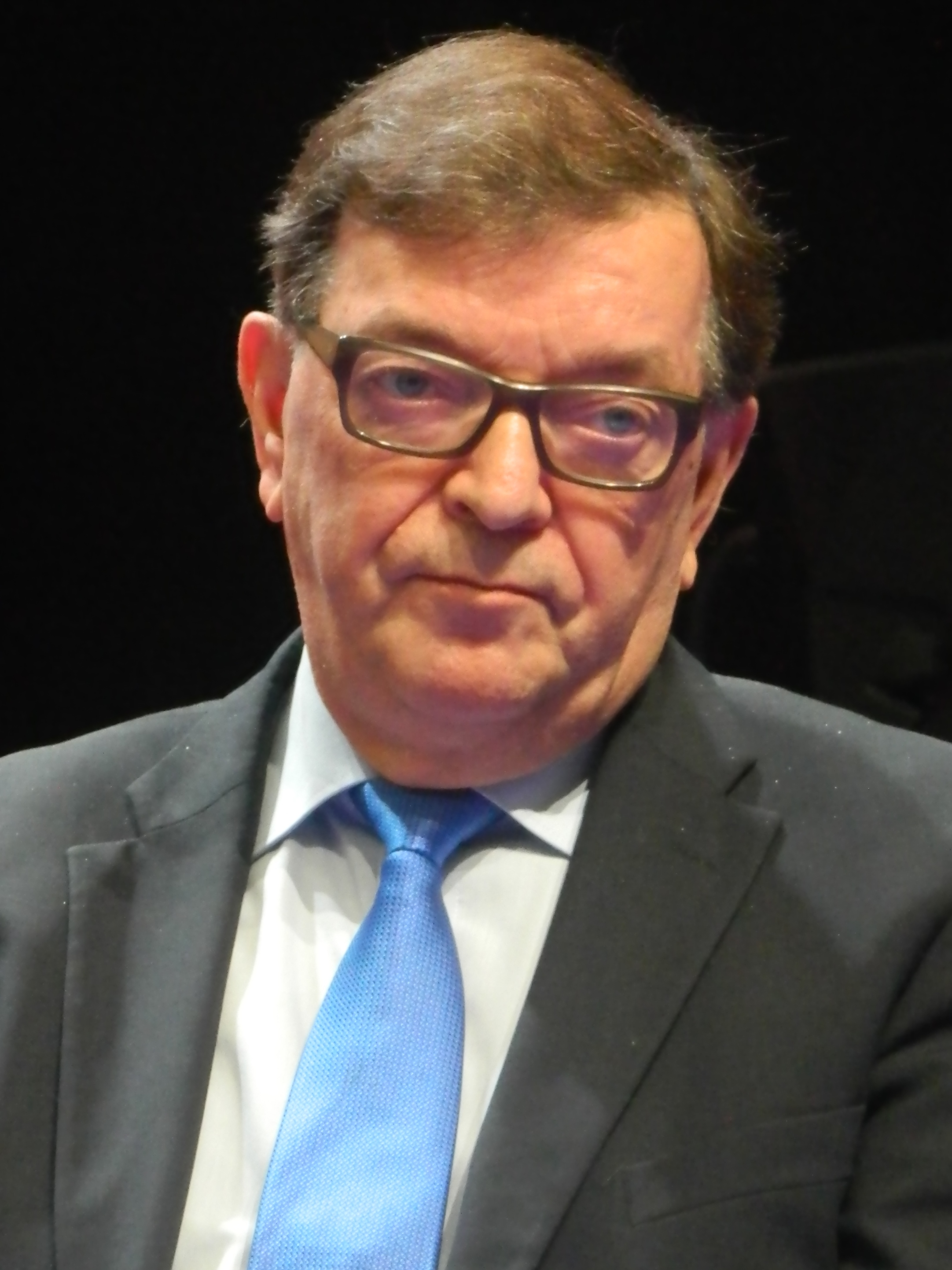
Paavo Väyrynen (2017)

Paavo Matti Väyrynen (* 2. September 1946 in Kemi) ist ein finnischer Politiker der Zentrumspartei. 1988, 1994 und 2012 war er Kandidat des Zentrums um das Amt des Staatspräsidenten. Bei der Präsidentschaftswahl 2018 trat er als unabhängiger Kandidat an. Zuvor hatte er bereits mehrere Ministerämter inne, unter anderem das des Außenministers und das des Außenhandels- und Entwicklungsminister in Matti Vanhanens zweitem Kabinett. Er war über drei Wahlperioden Mitglied des Europäischen Parlaments.

## Herkunft und Ausbildung
Paavo Väyrynen wurde 1946 als Sohn des Bauern Juho Eemeli Väyrynen und seiner Frau Anna-Liisa Kaijankoski in Kemi in Lappland geboren. Nach dem Abitur zog er nach Helsinki, um an der dortigen Universität Staatswissenschaften zu studieren. 1970 machte er das Bachelor-Examen. Später, neben seiner politischen Karriere, erwarb er 1987 das Lizenziat und ein Jahr später promovierte er an der schwedischsprachigen Åbo Akademi in Turku zum Doktor der Staatswissenschaften. Seine Doktorarbeit hat den Titel Finlands utrikespolitik - den nationella doktrinen och framtidens mänsklighetspolitik (dt. Finnlands Außenpolitik - die nationale Doktrin und die zukünftige Politik zugunsten der Menschlichkeit). Seit 1996 ist er Außerordentlicher Professor für Internationale Beziehungen an der Universität Lappland.

## Politische Karriere

### Politischer Aufstieg in jungen Jahren
Bereits während des Studiums wurde Väyrynen politisch aktiv. Im Jahr 1970 als Kandidat der Finnischen Zentrumspartei bei den Wahlen zum Finnische Parlament an. Er kandidierte im Wahlkreis Lappland und vertrat diesen bis 1991 im Parlament, von 1991 bis 1995 war er Abgeordneter des Wahlkreises Uusimaa. Die Wahlen fanden in einem Klima der politischen Radikalisierung statt, was sich unter anderem darin auswirkte, dass zahlreiche ungewöhnlich junge Politiker ins Parlament gewählt wurden, unter ihnen der 23-jährige Väyrynen. In dem sich anschließenden Jahrzehnt erlebte Väyrynen einen rasanten politischen Aufstieg. Dieser war eng verknüpft mit den Richtungs- und Machtkämpfen in der Endphase der Regierungszeit von Präsident Urho Kekkonen.

#### Politische Ausgangslage
Urho Kekkonen hatte das Amt des Präsidenten der Republik seit 1956 inne und führte dieses auf eine oft als autoritär bezeichnete Weise. Besonders betraf dies das Gebiet der Außen- und Sicherheitspolitik. Bestimmendes Thema von Kekkonens Außenpolitik war die geopolitische Lage Finnlands als unmittelbarer Nachbar der Sowjetunion. Für Kekkonen war es unerlässlich, die strategischen Interessen des großen Nachbarn zu berücksichtigen. Er pflegte eine intensive Freundschaftspolitik mit der Sowjetunion, deren Grundlage der „Vertrag über Freundschaft, Zusammenarbeit und gegenseitigen Beistand“ von 1948 war.
Der Freundschaftsvertrag wie auch die Annäherung Kekkonens an die Wünsche Moskaus brachte eine sich wiederholt realisierende Möglichkeit der sowjetischen Einmischung in die finnische Politik mit sich. In den westlichen Ländern wurde diese Abhängigkeitsstellung unter dem Schlagwort Finnlandisierung diskutiert. Kekkonen versuchte im Verhältnis zum Westen den Eindruck einer Einordnung in den sowjetischen Interessenblock durch die Darstellung einer Neutralitätspolitik entgegenzuwirken. Entsprechend sensibel reagierte die sowjetische Seite auf dessen Verwendung, und in der Praxis war es in erster Linie dem in Moskau angesehenen Präsidenten vorbehalten, diese Facette der finnischen Politik öffentlich darzustellen.
Kekkonens Linie erfuhr in der finnischen Bevölkerung Unterstützung, war aber nicht unumstritten. In der Parlamentswahl 1970, die auch Väyrynen einen Parlamentssitz einbrachte, errangen Kekkonens Gegner, die sich vor allem in der populistischen Landpartei, aber auch in der konservativen Sammlungspartei organisiert hatten, einen klaren Sieg. Kekkonen, der als Präsident die jeweiligen Regierungsbildungen entscheidend beeinflussen konnte, konnte diese Parteien nicht an der Regierung beteiligen, ohne die Glaubwürdigkeit seines außenpolitischen Kurses zu gefährden. Daher erhielt das Land in den Folgejahren eine Folge von instabilen, meist auf die Zentrumspartei und die Sozialdemokraten gestützten Regierungen.
Die Zentrumspartei, als deren Vertreter Väyrynen angetreten war, war traditionell die Hausmacht Kekkonens gewesen, der selbst aus dieser hervorgegangen war. In den 1970er Jahren nahm die Partei unter dem seit 1964 amtierenden Vorsitzenden Johannes Virolainen tendenziell kritischere Positionen ein, was unter anderem dazu führte, dass sich Kekkonen vermehrt auch auf die Sozialdemokraten stützte. In der Zentrumspartei wurde die vorbehaltlos hinter Kekkonens Politik stehende Richtung als „K-Linie“ bezeichnet. Sie wurde seit den 1960er Jahren von Ahti Karjalainen angeführt, der lange als Günstling Kekkonens und dessen designierter Nachfolger galt. In den Siebzigerjahren verschlechterten sich die Beziehungen Karjalainens zu Kekkonen jedoch zusehends, während er sich gleichzeitig einen langjährigen offenen Machtkampf mit Virolainen lieferte.

#### Außenpolitische Profilierung Väyrynens
Paavo Väyrynen stellte sich von Anfang an vorbehaltlos hinter die Politik des Präsidenten und wurde damit der innerparteilichen K-Linie zugerechnet. Bereits 1970 berief ihn deren zentraler Protagonist Ahti Karjalainen, der von Juli 1970 bis Oktober 1971 das Amt des Ministerpräsidenten ausübte, für diese Zeit zu seinem politischen Sekretär. Bereits ein Jahr später stieg Väyrynen zum stellvertretenden Vorsitzenden seiner Partei auf. Bald löste sich Väyrynen aus dem Windschatten der etablierten Vertreter der K-Linie. Bereits 1973 suchte er Kontakt zu Kekkonen und erklärte, den Kampf gegen Virolainen und den rechten Flügel der Zentrumspartei aufnehmen zu wollen.
Am 30. November 1975 wurde Väyrynen erstmals ein Regierungsamt übertragen, als Bildungsminister in Martti Miettunens zweitem Kabinett. Am 29. September 1976 wechselte er in das Ressort des Arbeitsministers. Nach dem Rücktritt Miettunens vertraute Kekkonen Väyrynen schließlich das Amt des Außenministers an, welches er am 15. Mai 1977 antrat. Er hielt dieses Amt während des dritten Kabinetts von Ministerpräsident Kalevi Sorsa und des ersten Kabinetts von Mauno Koivisto zunächst bis zum 19. Februar 1982. Gegenüber dem sowjetischen Botschafter Wladimir Stepanow, der sich für Karjalainen eingesetzt hatte, bezeichnete der Präsident Väyrynen als „jungen, aber guten und arbeitssamen Mann“.
Als neuer Außenminister unternahm Väyrynen Korrekturen an der Sprachregelung in der finnischen Außenpolitik. Dies betraf in erster Linie den Begriff der finnischen Neutralität, den Präsident Kekkonen über Jahre vor allem dem Westen gegenüber als sichtbares Gegengewicht zur sowjetischen Einflussnahme gebraucht hatte. Väyrynen strebte eine neue, allgemeiner gefasste Definition der finnischen Neutralitätspolitik an, deren Verwendung in der Sowjetunion keine Gegenreaktionen auslösen würde. Neutralität erklärte er als Bestreben, sich aus den Interessengegensätzen der Großmächte herauszuhalten und gute Beziehungen zu allen Ländern zu unterhalten. Kekkonen, der im Allgemeinen wenig geneigt war, eigene Vorstöße seiner Minister zuzulassen, ließ seinen Außenminister gewähren.

#### Wahl zum Parteivorsitzenden
Unterdessen verschlechterte sich Kekkonens Beziehung zum Vorsitzenden der Zentrumspartei Johannes Virolainen dramatisch, da dieser vermehrt mit Äußerungen an die Öffentlichkeit trat, die Kekkonen als außenpolitisch schädlich ansah. Den Höhepunkt bildete insoweit ein am 20. Juni 1979 in der Frankfurter Allgemeinen Zeitung erschienenes Interview Virolainens, in welchem er erklärte, dass die Sammlungspartei wegen entgegenstehender „allgemeiner Gründe“ nicht in die Regierung aufgenommen werden könne, und gleichzeitig durchblicken ließ, dass diese Gründe mit der Nachbarschaft der Sowjetunion zu tun haben. Kekkonen, der seine Bemühungen um eine Beendigung der Finnlandisierungsdebatte konterkariert sah, reagierte zornig. Er erwog zunächst, Schritte zu unternehmen, um Vrolainen vom Amt des Parlamentspräsidenten zu verdrängen. Auf Anraten seines Kanzleichefs Juhani Perttunen entschied er sich dann jedoch dazu, sich darauf zu konzentrieren, die Ersetzung Virolainens im Parteivorsitz der Zentrumspartei durch Paavo Väyrynen zu betreiben.
Wie intensiv Kekkonen tatsächlich Einfluss auf die Wahl des Parteivorsitzenden nahm, ist nicht geklärt. Fest steht, dass mehrere Unterstützer Väyrynens öffentlich andeuteten, dass dieser die Unterstützung des Präsidenten genieße, ohne dass letzterer diesem entgegengetreten wäre. Ebenfalls verteidigte Kekkonen Väyrynen gegenüber den diplomatischen Vertretern der Sowjetunion, die gegenüber dem Kandidaten wegen seines jungen Alters, seiner schlechten persönlichen Beziehungen zu den erfahrenen Vertretern der „K-Linie“ und seiner unzureichenden Kontaktpflege zu den sowjetischen Vertretern selbst Vorbehalte hatten.
Am 15. Juni 1980 trat Väyrynen auf dem Parteitag in Turku in einer Kampfabstimmung gegen Virolainen als Kandidat für den Parteivorsitz an, der von der K-Linie als außenpolitisch unzuverlässig bezeichnet wurde. Auch Präsident Kekkonen sprach offen seine Unterstützung für den jungen Herausforderer aus. Väyrynen obsiegte schließlich mit 1737 gegen 1611 Stimmen. Damit hatte Väyrynens Karriere ihren vorläufigen Höhepunkt erreicht.

### Parteivorsitzender 1980–1990

#### Schwächung der Zentrumspartei
Paavo Väyrynens politischer Aufstieg war eng mit der Person des Präsidenten Urho Kekkonen und dessen Politik verknüpft gewesen. Unmittelbar nach Väyrynens Wahl zum Parteivorsitzenden änderten sich insoweit die Rahmenbedingungen entscheidend. Kekkonen musste 1981 sein Amt wegen seiner dramatisch verschlechterten Gesundheit aufgeben. Seine Amtsgeschäfte übernahm zunächst geschäftsführend der sozialdemokratische Ministerpräsident Mauno Koivisto. In den Anfang 1982 durchgeführten Wahlen wurde Koivisto als neuer Präsident bestätigt.
Väyrynen, dem auch eigene Ambitionen auf die Präsidentschaftsnachfolge nachgesagt worden waren, hatte letztlich Ahti Karjalainen unterstützt. Um dessen Chancen zu erhöhen, hatte die „K-Linie“ der Zentrumspartei sich bemüht, die seit 1979 amtierende Regierung Koivistos zu stürzen, obwohl die eigene Partei an dieser beteiligt war, mit Väyrynen als Außenminister. Diese Versuche führten nicht zum Erfolg, da die Zentrumspartei und insbesondere deren Parlamentsfraktion nicht einheitlich hinter dem Vorhaben stand und Koivisto sich daher weiter auf das Vertrauen des Parlaments berufen konnte. Als Folge dieser Geschehnisse wurde Väyrynens Politik als Parteivorsitzender durch ein unterkühltes Verhältnis zum neuen Präsidenten belastet.
Gleichzeitig war die eigene Partei infolge des langjährigen internen Machtkampf zwischen Karjalainen und dem bisherigen Vorsitzenden Virolainen tief gespalten. Gegen den Wunsch des neuen Vorsitzenden Väyrynen stellte der Parteitag nicht Karjalainen, sondern Virolainen als Präsidentschaftskandidaten auf. Dieser erhielt dann nur 16,9 % der Stimmen. Die Zentrumspartei hatte ihre Position als bestimmende Kraft der finnischen Politik endgültig an die Sozialdemokraten verloren, die nicht nur den neuen Präsidenten, sondern in Kalevi Sorsa bis zu den Parlamentswahlen 1987 auch den Regierungschef stellte.

#### Regierung mit der Sozialdemokratischen Partei
Im vierten Kabinett von Kalevi Sorsa, das von 1983 bis 1987 im Amt war, war Paavo Väyrynen erneut als Außenminister vertreten und war als Vorsitzender des kleineren Koalitionspartners auch stellvertretender Ministerpräsident.
Als Außenminister setzte Väyrynen auf eine Fortsetzung der guten Beziehungen zur Sowjetunion. Er pflegte nunmehr ausgezeichnete Beziehungen zu den sowjetischen Diplomaten in Helsinki und zu Parteivertretern in Moskau. Als aus kommunistischen Kreisen Anfang der 1980er Jahre eine vorzeitige Verlängerung des noch bis 1990 gültigen Freundschaftsvertrages mit der Sowjetunion angeregt wurde, unterstützte Väyrynen das Vorhaben. Im Jahr 1983 unterzeichnete Väyrynen das Protokoll zur Verlängerung des Vertrages um 20 Jahre.
Das Verhältnis zwischen Väyrynen und Ministerpräsident Sorsa war von dauerndem Zwist geprägt. Väyrynens Zentrumspartei suchte von Anfang an nach Mitteln, den Führungsanspruch der Sozialdemokraten zu bestreiten und die Rolle des wenigstens gleich starken Partners einzunehmen. Zu den typischen Streitpunkten gehörten die Besetzungen politischer Ämter, wo Väyrynen den Sozialdemokraten Gier vorwarf. Mit Blick auf die 1987 anstehenden Parlamentswahlen sahen sich beide Partner nach Alternativen und suchten jeweils Kontakt zur größten Oppositionspartei, der konservativen Sammlungspartei.
Väyrynen schloss mit den Vorsitzenden der Sammlungspartei, Ilkka Suominen, sowie der Schwedischen Volkspartei, Christoffer Taxell, eine später als „Tresorvertrag“ (kassakaappisopimus) bekannt gewordene geheime Absichtserklärung, nach welcher die Beteiligten nach der Wahl eine gemeinsame bürgerliche Regierung unter Väyrynens Führung bilden sollten, soweit das Wahlergebnis dies zulasse. Auch die Sozialdemokraten hatten jedoch mit Kreisen der Sammlungspartei Tuchfühlung aufgenommen, die zu einer Regierungsbildung mit jenen bereit waren. Präsident Koivisto war nach der Wahl schließlich nicht zur Ernennung einer rein bürgerlichen Regierung bereit und ernannte stattdessen eine Koalition aus Sozialdemokraten und Sammlungspartei unter Führung des ehemaligen Vorsitzenden der Sammlungspartei, Harri Holkeri. Väyrynen und die Zentrumspartei fanden sich in der Opposition wieder.

#### Erste Präsidentschaftskandidatur
Für die Präsidentschaftswahlen im Jahr 1988 bestimmte die Partei bereits im Jahr 1986 Paavo Väyrynen als ihren Kandidaten. Väyrynen zog in die Wahlen mit seinem bekannten außenpolitischen Programm. Amtsinhaber Koivisto beschuldigte er, zu einer Fortführung der außenpolitischen Linie nicht in der Lage zu sein. Schwierigkeiten bereitete ihm jedoch, dass sich die sicherheitspolitische Lage radikal zu ändern begann, nachdem Michail Gorbatschow die Umgestaltung der Sowjetunion in Angriff genommen hatte und diese sich deutlich geschwächt darstellte. Es zeigte sich, dass die außenpolitische Karte nicht mehr ein politischer Trumpf, sondern eher eine Last war. In Umfragen stieß Väyrynen auch als Persönlichkeit auf verbreitete Ablehnung.
Die Wahlen wurden 1988 in zwei Phasen abgehalten. Zunächst hatte das Volk direkt Gelegenheit, für einen Kandidaten zu stimmen. Für den Fall, dass keiner der Kandidaten eine absolute Mehrheit erhalten würde, wurde zugleich eine Wahl zu einem 300-köpfigen Wahlmännerausschuss abgehalten, der dann den Präsidenten wählen würde.
In der Direktwahl erhielt Amtsinhaber Koivisto 47,9 % der Stimmen. Väyrynen erhielt als nächstplatzierter 20,1 %. So trat am 15. Februar 1988 der Wahlmännerausschuss zusammen. Dieser bestätigte im zweiten Wahlgang Koivisto im Amt, nachdem Väyrynen keine Wahlmänner anderer Kandidaten als Unterstützer gewinnen konnte.

#### Promotion und Rückzug vom Parteivorsitz
Nachdem die Zentrumspartei aus der Regierung ausgeschieden war, widmete sich Väyrynen neben dem Präsidentschaftswahlkampf der außenpolitischen Grundlagenarbeit. Seine Dissertation zur außenpolitischen Doktrin Finnlands wurde 1988 anerkannt. In dieser dokumentierte er die hergebrachten Grundsätze der finnischen Sicherheitspolitik mit ihren Grundelementen, einerseits dem Freundschaftsvertrag mit der Sowjetunion und andererseits dem Bestreben nach Neutralität im Konflikt der Großmächte. Väyrynen sah trotz der sich ändernden politischen Lage in Europa weiterhin Bedarf für die finnische Neutralitätspolitik, da er ein Fortdauern der politischen Zweiteilung Europas annahm.
Die Erfahrungen des Präsidentschaftswahlkampfs brachten Väyrynen zu der Überzeugung, dass es einem Parteivorsitzenden als Kandidaten schwerfällt, über die Parteigrenzen hinaus Unterstützung zu gewinnen. Mit Blick auf die nächsten Wahlen im Jahr 1994 entschied sich Väyrynen Anfang 1990, den Vorsitz der Zentrumspartei aufzugeben. Den Vorsitz übernahm im Sommer 1990 Esko Aho.
Während der Regierungszeit von Esko Aho war er vom 26. April 1991 bis 5. Mai 1993 erneut Außenminister. 1995 wurde Väyrynen in das Europaparlament gewählt, wo er der Fraktion der Allianz der Liberalen und Demokraten für Europa angehörte und auch von 1997 bis 2004 deren stellvertretender Vorsitzender war. Zuvor war er unter anderem 1997 Vorsitzender der Delegation im Gemischten Parlamentarischen Ausschuss Europäischer Wirtschaftsraum. 2007 wurde er von Vanhanen zurück nach Finnland geholt, wo er am 19. April das Amt des Außenhandels- und Entwicklungsministers übernahm. Seinen Platz im Europaparlament übernahm Samuli Pohjamo. Im Wahlkreis Lappland erreichte er das beste Ergebnis aller Kandidaten. 2011 trat er wieder im Wahlkreis Uusimaa an, erreichte aber nur den dritten Platz unter den Kandidaten der Zentrumspartei, was nicht für ein Mandat reichte.

### Präsidentschaftswahl 2012
2012 kandidierte Väyrynen erneut für das finnische Präsidentenamt. In den Umfragen waren ihm gute Chancen vorausgesagt worden, die Stichwahl gegen den Wahlfavoriten Sauli Niinistö von der Nationalen Sammlungspartei zu erreichen. Bei der Wahl selbst blieb Väyrynen mit 17,5 % der Stimmen aber sowohl hinter Niinistö (37,0 %) als auch dem Kandidaten des Grünen Bundes, Pekka Haavisto (18,8 %), zurück, womit er den zweiten Wahlgang verpasste. Väyrynen erhielt bei der Wahl in den nördlichen Wahlbezirken Lappland und Oulu jeweils die meisten Stimmen.
Nachdem er 2014 wieder ins Europaparlament gewählt worden war, trat er bei der Parlamentswahl 2015 erneut in Lappland an und erreichte das drittbeste Ergebnis aller Kandidaten, was zum Einzug ins Parlament reichte. Nachdem er aber wider Erwarten kein Ministeramt erhalten hatte, entschied er sich dafür, auf den nationalen Parlamentssitz zu verzichten und weiter im Europaparlament zu bleiben.

### Präsidentschaftswahl 2018
Väyrynen gab bekannt, dass er als unabhängiger Kandidat bei der Präsidentschaftswahl 2018 antreten möchte. Bis zum 26. November 2017 hatte er rund 15.000 Unterschriften gesammelt. Am 5. Dezember 2017 gab Väyrynen bekannt, dass er die erforderlichen 20.000 Unterschriften gesammelt habe. Es ist bereits seine vierte Präsidentschaftskandidatur.
Mit 11. Juni 2018 schied er aus dem EU-Parlament aus, für ihn rückte Mirja Vehkaperä nach.

### Sonstiges
Anschließend saß er einige Zeit im Stadtrat von Helsinki.
Väyrynen ist seit 1968 verheiratet und Vater von drei erwachsenen Kindern. Er lebt in Keminmaa, wo er seit 1989 auch im Stadtrat sitzt. Sein Rang beim Militär ist der eines Hauptmanns der Reserve.

## Werke
- Köyhän asialla. Kirjayhtymä-Verlag, Helsinki 1971
- On muutoksen aika. W. Söderström, Porvoo 1974, ISBN 978-951-0-06259-3
- Kansallisia kysymyksiä. WSOY, Porvoo 1981, ISBN 978-951-0-10940-3
- Kansakunta - Ihmiskunta. Gummerus, Jyväskylä 1987, ISBN 978-951-20-3073-6
- Finlands utrikespolitik. Doktorarbeit, Söderströms, Helsinki 1988, ISBN 978-951-52-1232-0
- Suomen ulkopolitiikka. Söderström, Porvoo 1989, ISBN 978-951-0-15718-3
- Yhteinen tehtävämme. W. Söderström, Porvoo 1989, ISBN 978-951-0-15931-6
- Igenom brytningstid. Suomen Puolesta, Helsinki 1993, ISBN 978-952-90-5032-1
- On muutoksen aika 2. osa - Tosiasioita ja haavekuvia tulevaisuuden Suomesta. 1993
- On totuuden aika 1. osa - Tosiasioita ja muistikuvia Urho Kekkosen Suomesta. W. Söderström, Porvoo 1993, ISBN 978-951-0-18839-2
- On totuuden aika 2. osa - Tosiasioita ja muistikuvia Mauno Koiviston Suomesta. W. Söderström, Porvoo 1993, ISBN 978-951-0-18840-8
- On muutoksen aika 1. osa. 1994
- Ansa. Übersetzung des Werks The Trap von James Goldsmith, Otava-Verlag, Helsinki 1995, ISBN 978-951-1-13833-4
- Suomen puolueettomuus uudessa Euroopassa. Otava, Helsinki 1996, ISBN 978-951-1-14459-5
- Paneurooppa ja uusidealismi. Otava, Helsinki 1997, ISBN 978-951-1-15410-5
- Itsenäisen Suomen puolesta. Athena-Verlag, Jyväskylä 1999, ISBN 978-951-796-160-8
- Samankeskisten kehien Eurooppa. Übersetzung, Suomen puolesta, Jyväskylä 2000, ISBN 978-952-91-2287-5
- Etiäisiä vai kaukoviisautta? Eppe-Verlag, Rovaniemi 2004, ISBN 978-952-91-7309-9
- Pohjanranta. Suomen puolesta, Keminmaa 2005, ISBN 978-952-91-8744-7